# Preston Heyman
Preston Heyman je britský bubeník a perkusionista. Hrál s mnoha význačnými umělci včetně Kate Bushové, Briana Ferryho, Paula McCartneyho, Phila Collinse, Erica Claptona a mnoha dalších.
Heyman se rovněž podílel na albech skupin Atomic Rooster, Funk Jazz Group či Brand X.